# بحيره تابان
بحيرة تابان، هي خزان يحجزه سد تابان على نهر هاكنساك، على جانبي الحدود بين ولايتي نيوجيرسي ونيويورك. ضمن ولاية نيو جيرسي، تعتبر البحيرة الحد الذي يفصل بين بلديات ريفر فالي وتابان القديمة في مقاطعة بيرغن، في حين تمتد شمالا عبر خط ولاية نيويورك في مدينة أورانجتاون في مقاطعة روكاند. تم تشكيل الخزان في عام 1967، حيث غمرت مناطق الفيضانات التي تضمنت مهبط طائرات الدوريات الجوية المدنية.
يغطي خزان بحيرة تابان 1,255 فدانًا (5.1 كم²)،  :222 تقع غالبية مساحتها داخل ولاية نيو جيرسي، وتحتوي على 3,5 بليون جالون أمريكي (13,000,000 م3) من الماء، حتى 12 إلى 13 مليون جالون أمريكي (45,000 إلى 49,000 م3) يصب يوميًا في خزان أوراديل، الذي يقع بالكامل داخل مقاطعة بيرغن في نيو جيرسي. يمكن أن يحدث مرور هذه المياه بين الخزانات في غضون ساعتين إلى ثلاث ساعات.
في 11 مارس 2003، قام حاكم نيو جيرسي جيم مكغريفي بزيارة الخزان واقترح حمايته بالإضافة إلى خزان بحيرة وودكليف القريب وروافده التي تتمتع بمركز نقاء المياه من الفئة 1.
الخزان مملوك من قبل السويس لأمريكا الشمالية، وهو مرفق خاص.
وبحيرة تابان هي أيضا بقعة صيد محلية، تعمل كموئل للبلوجيل، والباس، والجرذ، وسمك السلور، والشبوط.

## روابط خارجية
- U.S. Geological Survey Geographic Names Information System: بحيره تابان